# Echinocereus viridiflorus
Echinocereus viridiflorus är en kaktusväxtart som beskrevs av Georg George Engelmann. Echinocereus viridiflorus ingår i släktet Echinocereus och familjen kaktusväxter.

## Underarter
Arten delas in i följande underarter:
- E. v. chloranthus
- E. v. correllii
- E. v. cylindricus
- E. v. viridiflorus

## Bildgalleri

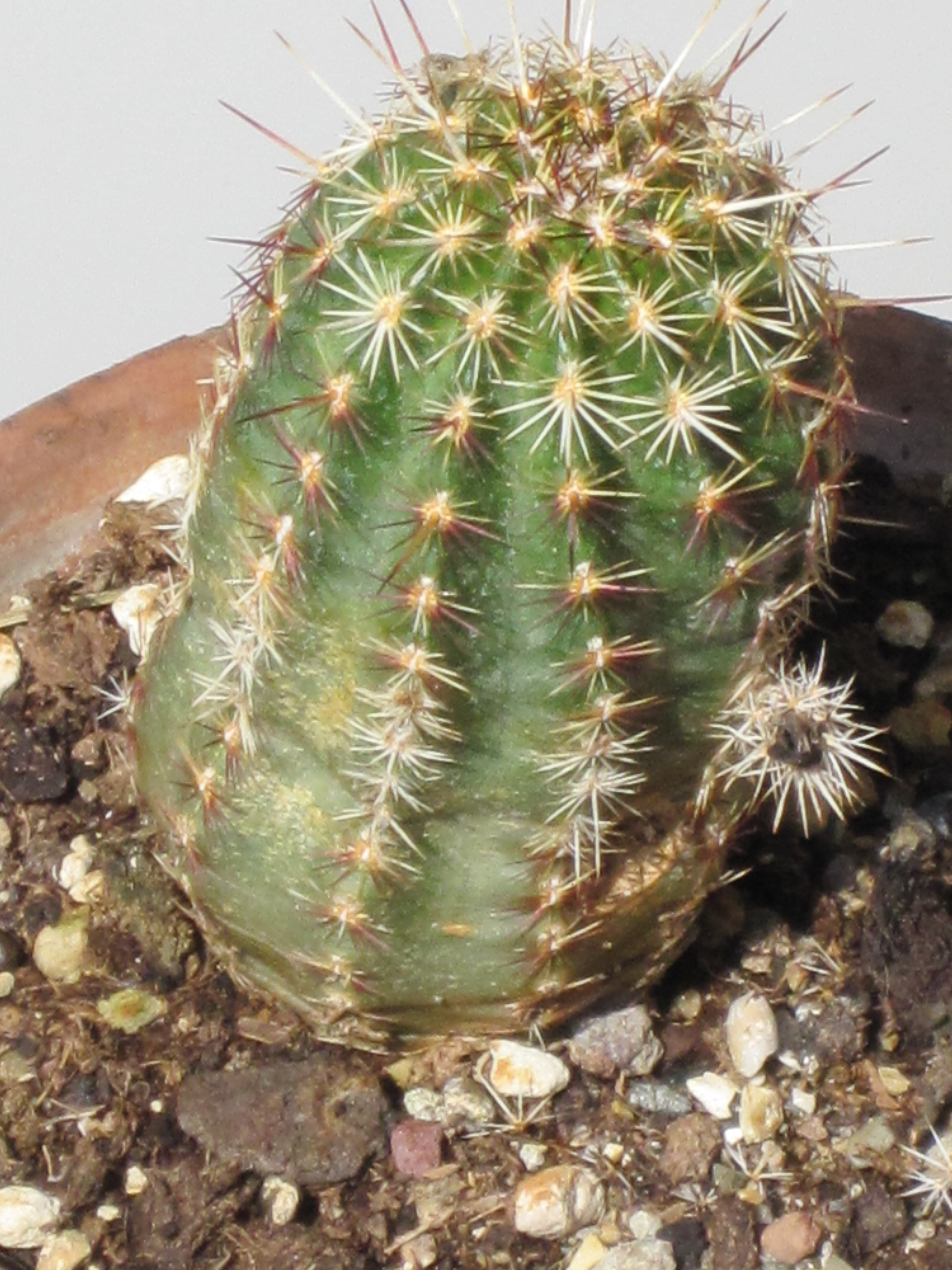
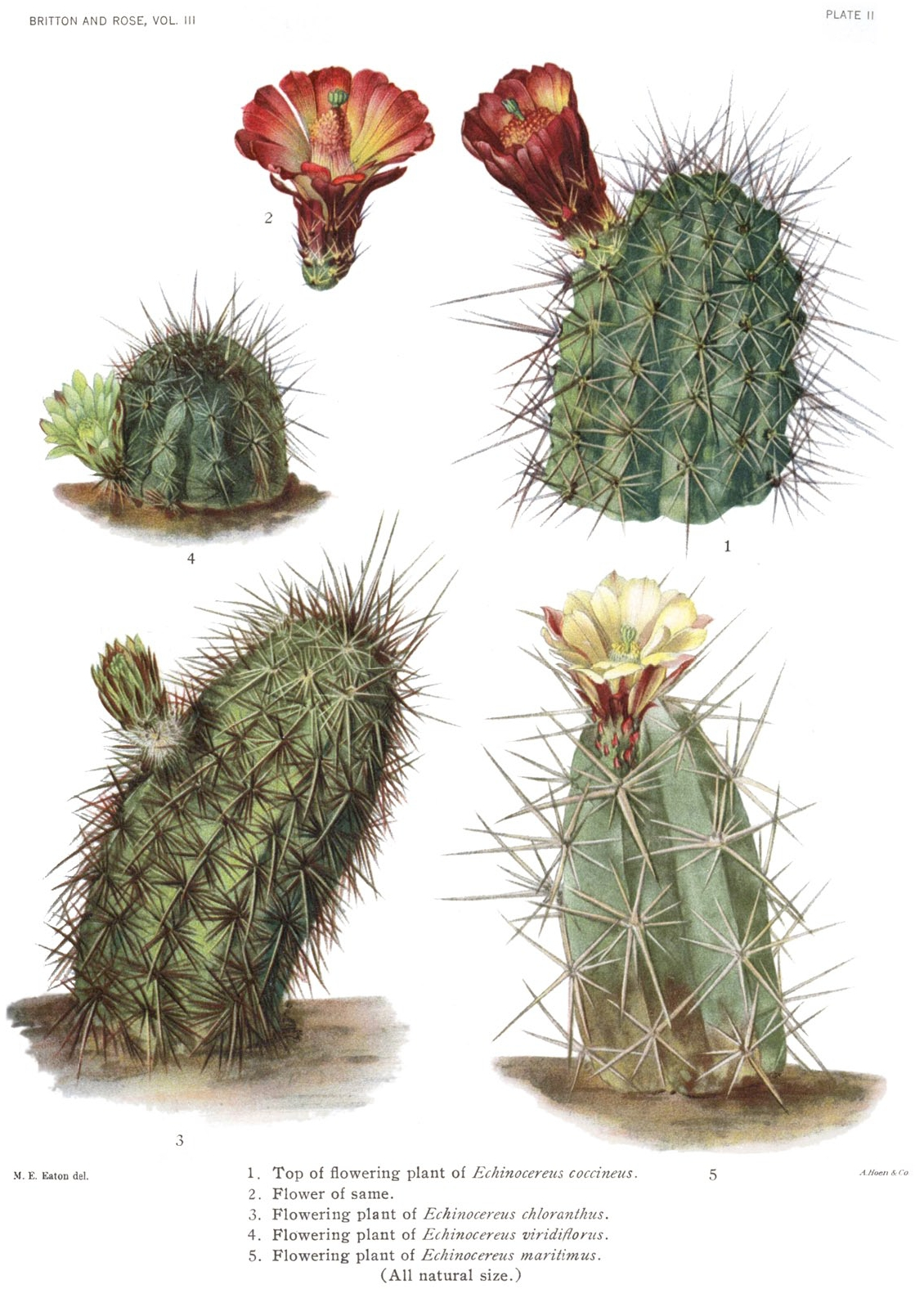
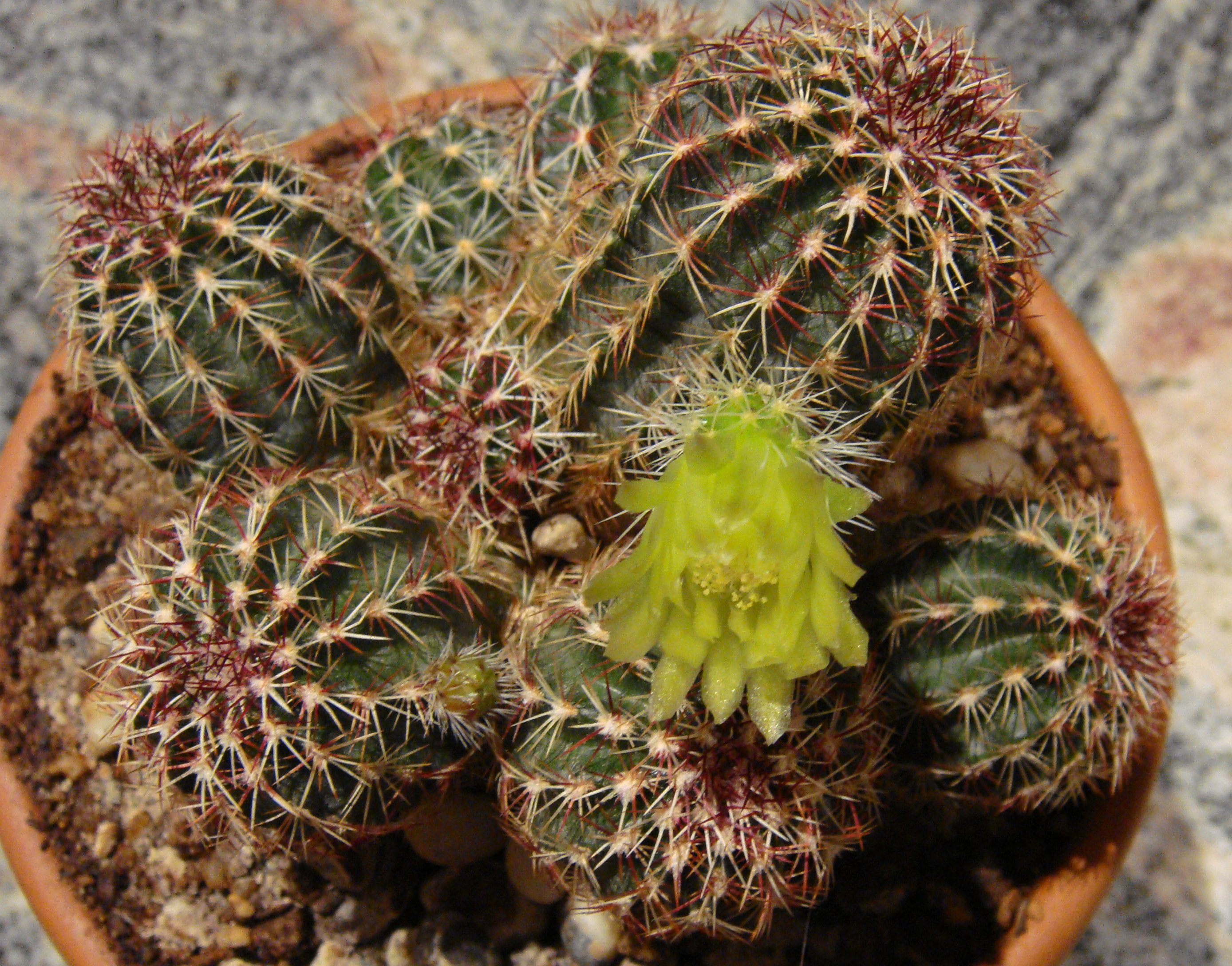
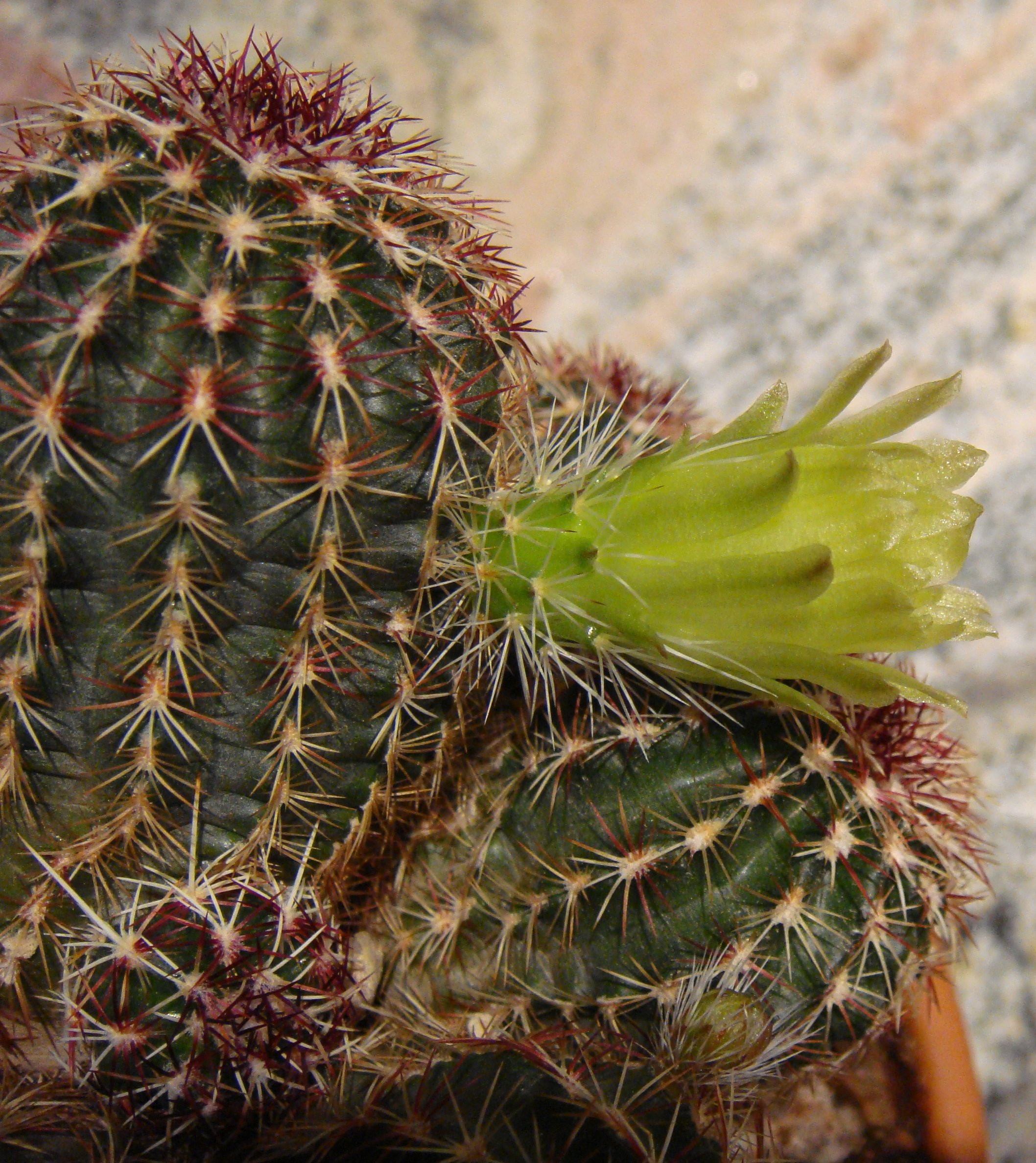
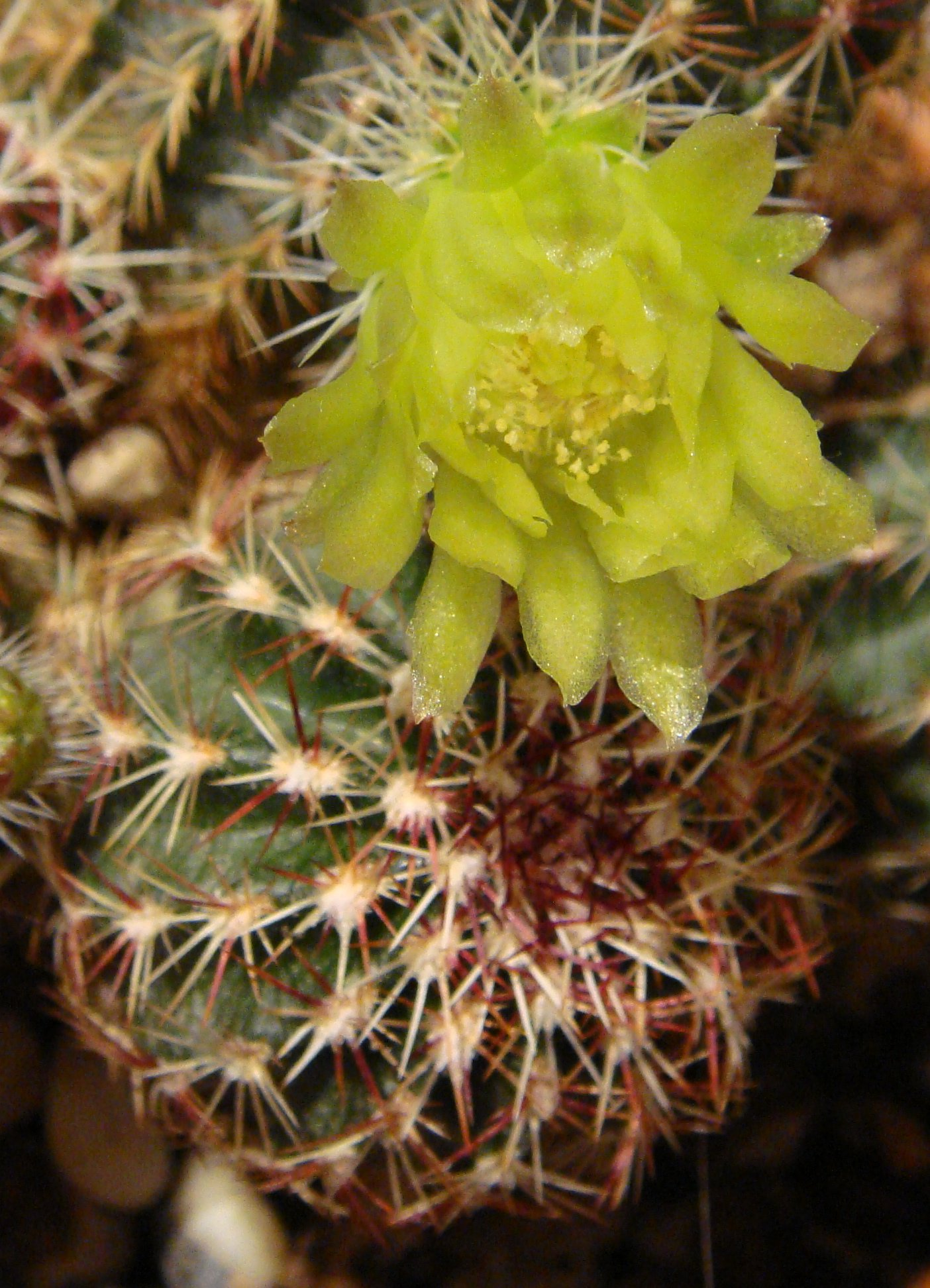
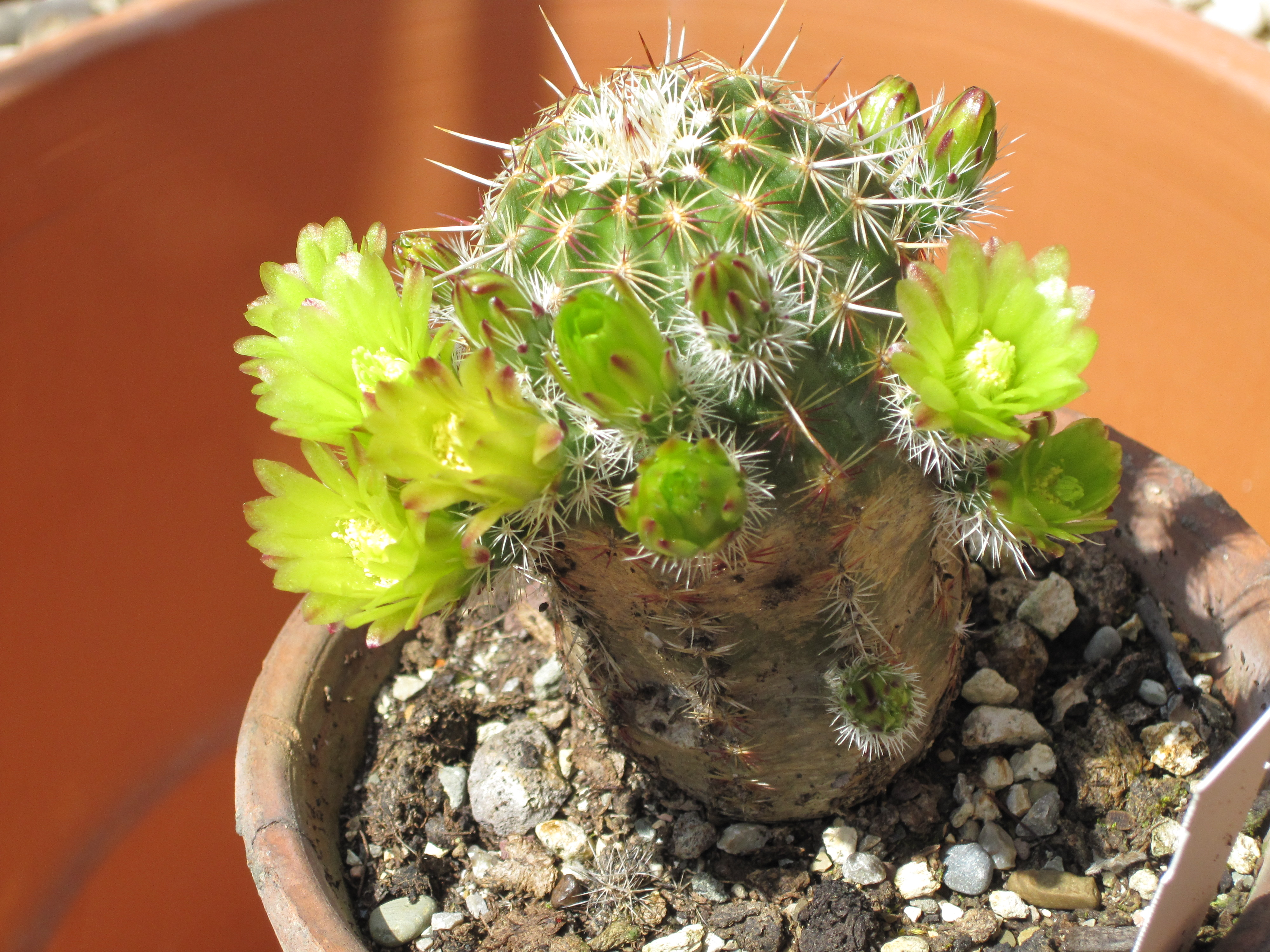